# Тиайа
Тиайа (рос. Тыайа) — село у Кобяйському улусі Республіки Сахи Російської Федерації.
Населення становить 446 осіб. Належить до муніципального утворення Тиайинський наслег.

## Географія

### Клімат
| Клімат Тиайа              | Клімат Тиайа | Клімат Тиайа | Клімат Тиайа | Клімат Тиайа | Клімат Тиайа | Клімат Тиайа | Клімат Тиайа | Клімат Тиайа | Клімат Тиайа | Клімат Тиайа | Клімат Тиайа | Клімат Тиайа | Клімат Тиайа |
| Показник                  | Січ.         | Лют.         | Бер.         | Квіт.        | Трав.        | Черв.        | Лип.         | Серп.        | Вер.         | Жовт.        | Лист.        | Груд.        | Рік          |
| Середній максимум, °C     | −36,4        | −30,6        | −15,7        | −1,6         | 9,9          | 20,1         | 23,6         | 19,6         | 10,0         | −5           | −24,7        | −33,7        | −5           |
| Середня температура, °C   | −39,7        | −34,9        | −22,5        | −8,5         | 4,3          | 13,8         | 17,3         | 13,5         | 5,1          | −8,9         | −28,4        | −37,2        | −10          |
| Середній мінімум, °C      | −42,9        | −39,2        | −29,3        | −15,4        | −1,3         | 7,6          | 11,0         | 7,5          | 0,2          | −12,7        | −32,1        | −40,6        | −15          |
| Норма опадів, мм          | 10           | 7            | 8            | 10           | 21           | 39           | 47           | 44           | 31           | 23           | 16           | 12           | 268          |
| ------------------------- | ------------ | ------------ | ------------ | ------------ | ------------ | ------------ | ------------ | ------------ | ------------ | ------------ | ------------ | ------------ | ------------ |
| Джерело: climate-data.org |              |              |              |              |              |              |              |              |              |              |              |              |              |

## Історія
Згідно із законом від 30 листопада 2004 року органом місцевого самоврядування є Тиайинський наслег.

## Населення
| 2002 | 2010 | 2012 | 2013 | 2014 | 2015 | 2016 |
| ---- | ---- | ---- | ---- | ---- | ---- | ---- |
| 489  | ↘477 | ↘458 | ↘452 | ↗455 | ↘449 | ↘442 |
| 2017 | 2018 |      |      |      |      |      |
| ↗444 | ↗446 |      |      |      |      |      |